# NetBIOS over TCP/IP
NBT (NetBIOS over TCP/IP) — механизм отображения запросов NetBIOS на TCP/IP.
Метод инкапсуляции трафика NetBIOS в современные протоколы TCP/IP. NBT использует порт 139/tcp и способен обходиться одноадресной рассылкой, что освобождает сеть от избыточного широковещательного трафика, свойственного NBF.
Детально изложен в документах RFC 1001 и RFC 1002.
В Windows 95 этот механизм поддерживается путём простого подключения к стеку TCP/IP таких компонентов, как клиент сети Microsoft (Client for Microsoft Networks) и сервис совместного использования файлов и принтеров (File and printer sharing for Microsoft Networks).